# Dudley Stokes
Dudley Clifford Stokes (* 22. Juni 1962 in Cockburn Town, Turks- und Caicosinseln) ist ein ehemaliger jamaikanischer Bobfahrer. Er war der Pilot der ersten jamaikanischen Bobmannschaft.

## Biografie
Als die beiden US-amerikanischen Geschäftsmänner William Maloney und George Fitch, die geschäftlich in Jamaika waren, bei einem Seifenkistenrennen die Ähnlichkeit zum Bobsport sahen, hatten sie die Idee, eine jamaikanische Bobmannschaft zu gründen und diese zu den Olympischen Winterspielen 1988 in Calgary zu schicken. Da im Bobsport ein schneller Start ein wichtiger Bestandteil ist, wollten die beiden Sprinter der Sommerspiele für das Team rekrutieren. Da sie jedoch auf Ablehnung gestoßen waren, wandten sie sich dem Militär zu. Im Oktober 1987, knapp 5 Monate, vor den Spielen in Calgary bildeten Dudley Stokes als Pilot, Devon Harris, Michael White und Caswell Allen die erste jamaikanische Bobmannschaft.
Zusammen mit der Jamaica Olympic Association wurden ein Bob und Rennanzüge in den jamaikanischen Landesfarben beschafft. Mit seinem Anschieber Michael White trat Stokes im Zweierbob an und belegte den 30. von insgesamt 41. Plätzen. Somit waren sie die ersten zwei Jamaikaner in der Geschichte, die an Olympischen Winterspielen teilgenommen haben.
Da Caswell Allen in Calgary mehr das Nachtleben genoss, als sich auf den Wettkampf zu konzentrieren, wurde dieser aus der Mannschaft ausgeschlossen und durch Dudley Stokes Bruder Chris Stokes ersetzt. Chris war ein sehr guter Sprinter, der jedoch zuvor noch nie in einem Bob gesessen war. Die Mannschaft belegte nach dem ersten Lauf den 24. von 26. Plätzen. Nach einem Sturz im letzten der vier Läufe war jedoch für die Vier, die viele Sympathien gewonnen hatten, das Rennen zu Ende.
Bei den Olympischen Winterspielen 1992 starteten erstmals zwei jamaikanische Teams im Zweierbobrennen. Stokes startete dieses Mal im Zweierbob mit seinem Bruder und belegte hinter dem Bob „Jamaika 2“ von Devon Harris und Richard McIntosh den 36. Rang. Im Viererbobrennen belegte die Mannschaft den 25. von 31 Plätzen.
Zwei Jahre später bei den Winterspielen in Lillehammer startete er mit Wayne Thomas im Zweierbobrennen, wurde jedoch durch einen Sturz disqualifiziert. Im Viererbobrennen lief es hingegen besser. Gemeinsam mit seinem Bruder, Wayne Thomas und Winston Watts belegte die Besatzung bei 30 teilnehmenden Bobmannschaften den 14. Rang.
Seine letzte Olympiateilnahme erfolgte vier Jahre später bei den Spielen in Nagano. Dieses Mal startete Stokes nur im Viererbobrennen und landete auf Rang 21.
Nach seinem Karriereende war Stokes vier Jahre lang Präsident des jamaikanischen Bobverbands.

## Trivia
1993 produzierte Disney einen erfolgreichen Spielfilm mit dem Titel Cool Runnings über die Olympiateilnahme 1988, der eine fiktive Geschichte um das erste Antreten einer jamaikanischen Bobmannschaft bei Olympischen Spielen zum Inhalt hat.